# Croda Montanaia
La Croda Montanaia (2.548 m s.l.m. - detta anche Monfalcon di Montanaia) è la montagna più alta del gruppo dei Monfalconi nelle Dolomiti Friulane. Si trova tra la provincia di Belluno (Veneto) e la provincia di Pordenone (Friuli-Venezia Giulia).

## Caratteristiche
La montagna è collocata poco ad est della Forcella Montanaia e sopra il Bivacco Giuliano Perugini.